# 962
| [ Edytuj tabelę ]              |                                     |
| Książę Polski                  | - 960 Mieszko I 992                 |
| Król Anglii                    | - 959 Edgar Spokojny 975            |
| Hrabia Aragonii                | - 922 Andregota Galíndez 972        |
| Hrabia Aragonii i król Nawarry | - 926 Garcia I 970                  |
| Hrabia Barcelony               | - 947 Borrell II 992 - 947 Miro 966 |
| Książę Bawarii                 | - 955 Henryk II Kłótnik 976         |
| Książę Burgundii               | - 956 Otto 965                      |
| Cesarz Bizancjum               | - 959 Roman II 963                  |
| Car Bułgarii                   | - 927 Piotr I 969                   |
| Cesarz Chin                    | - 960 Song Taizu 976                |
| Książę Czech                   | - 935 Bolesław I Srogi 972          |
| Król Danii                     | - 958 Harald Sinozęby 987           |
| Władca Egiptu                  | - 960 Abu al-Hasan Ali 966          |
| Król Franków zachodnich        | - 954 Lotar 986                     |
| Król Gruzji                    | - 961 Dawid III 1001                |
| Hrabia Holandii                | - 939 Dirk II 988                   |
| Cesarz Japonii                 | - 946 Murakami 967                  |
| Kalif                          | - 946 Al-Muti 974                   |
| Hrabia Kastylii                | - 923 Ferdinand Gonzalez 970        |
| Król Khmerów                   | - 944 Radżendrawarman II 968        |
| Wielki książę Kijowa           | - 945 Światosław I 972              |
| Patriarcha Konstantynopola     | - 956 Polieuktos 970                |
| Władca Korei                   | - 949 Kwangjong 975                 |
| Król Leónu                     | - 960 Sancho I Gruby 966            |
| Król Norwegii                  | - 961 Harald II Szara Opończa 976   |
| Hrabia Palatynatu              | - 945 Hermann Pusillus 994          |
| Papież                         | - 955 Jan XII 964                   |
| Hrabia Portugalii              | - 950 Gonçalo Mendes 999            |
| Cesarz Rzymski (niemiecki)     | - 962 Otton I Wielki 973            |
| Książę Saksonii                | - 961 Hermann 973                   |
| Król Szkocji                   | - 954 Indulf 962 - 962 Dubh 966     |
| Doża Wenecji                   | - 959 Pietro IV Candiano 976        |
| Książę Węgier                  | - 955 Taksony 970                   |

Rok 962 / CMLXII
stulecia: IX wiek ~
X wiek ~
XI wiek

lata: 952 «
957 «
958 «
959 «
960 «
961 «
962
» 963
» 964
» 965
» 966
» 967
» 972

## Wydarzenia na świecie
- Europa
  - 2 lutego – papież Jan XII koronował Ottona I na cesarza - odnowienie tytułu cesarza w Europie Zachodniej.
  - Powstanie Świętego Cesarstwa Rzymskiego.
- Azja
  - Zbuntowany dowódca Samanidów Alptigin zajął Ghaznę, zakładając tym samym podwaliny państwa Ghaznawidów.

## Zmarli
- 1 stycznia – Baldwin III Flandryjski hrabia Flandrii
- 23 maja – Wibert z Gembloux, mnich, założyciel benedyktyńskiego opactwa w Gembloux.
- data dzienna nieznana:                                                                                                                                                                                                                                                                                                                       
  - Ordoño IV Nikczemny, król Leónu (ur. ?)